# Trekkies
Trekkies är en serie av dokumentärfilmer från 1997 & 2003 som handlar om hängivna anhängare till Gene Roddenberrys Star Trek. Dokumentärfilmerna regisserades av Roger Nygard.
Vi får följa med Denise Crosby (som spelade rollen som Tasha Yar i Star Trek: The Next Generation) när hon reser runt i USA och Europa och möter Star Trek-fans som verkligen på en nästan surrealistisk nivå tagit till sig Star Trek och dess filosofi och gjort den till sin egen.
I dokumentären får vi också träffa några av skådespelarna, manusförfattarna samt producenterna bakom Star Trek som ger sin bild av fenomenet Star Trek och alla fans där ute. Uppföljaren "Trekkies 2" kom 2003.

## Fotnoter
1. ↑  läs online, www.opensubtitles.org .[källa från Wikidata]
2. ↑  läs online, Internet Movie Database , läst: 13 maj 2016.[källa från Wikidata]
3. ↑  Internet Movie Database, IMDb-ID: tt0120370co0047972, läst: 18 mars 2025.[källa från Wikidata]
4. ↑  Internet Movie Database, IMDb-ID: tt0120370co0047972.[källa från Wikidata]